# Румунија на Европском првенству у атлетици у дворани 1973.
Румунија је учествовала на 4 Европском првенству у атлетици у дворани 1972.  одржаном у Ротердаму, Холандија, 10. и 11. марта. У четвртом учешћу на европским првенствима у дворани репрезентацију Руминије представљало је 6. такмичара (3 м и 3 ж) који су се такмичили у 7 дисциплина (4. мушке и 2 женске).
Са две освојене медаља (златна и себрна) Румунија је у укупном пласману заузела је 6. место од 16земаља које су на овом првенству освојиле медаље, односно 23 земље учеснице.
У табели успешности (према броју и пласману такмичара који су учествовали у финалним такмичењима (првих 8 такмичара)) Румунија је са 4 учесника у финалу заузела 8. место са 23 бодо, од 22 земље које су имале представнике у финалу,  односно само Данска и Исланд нису имале представнике.
| Плас. | Земља    | 1. место | 2. место | 3. место | 4. место | 5. место | 6. место | 7. место | 8. место | Бр. финал. - Бод. |
| ----- | -------- | -------- | -------- | -------- | -------- | -------- | -------- | -------- | -------- | ----------------- |
| 8.    | Румунија | 1 − 8    | 1 − 7    | −        | 1 − 5    | −        | 1 − 3    | −        | −        | 4 − '23           |

## Учесници
| Бр. | Дисциплина   | Мушкарци        | Жене              | Укупно |
| --- | ------------ | --------------- | ----------------- | ------ |
| 1.  | 60 м         | Дорел Кристудор | Валерија Буфану*  | 2      |
| 2.  | 60 м препоне | Николаје Пертеа | Валерија Буфану** | 1 (2)* |
| 3.  | Скок увис    | Чаба Доса       |                   | 1      |

| Бр. | Дисциплина | Мушкарци    | Жене                | Укупно |
| --- | ---------- | ----------- | ------------------- | ------ |
| 4.  | Скок удаљ  |             | Виорика Вископољану | 1      |
| 5.  | Троскок    | Карол Корбу |                     | 1      |
|     | Укупно (6) | 4           | 2 (3)*              | 6 (7)* |

- Број звездица уз име такмичара означава у колико је дисциплина учествовао.

## Злато (1)
- Карол Корбу — троскок

## Сребро (1)
- Валерија Буфану — кугла

## Резултати

### Мушкарци
| Атлетичар       | Дисциплина   | Лични рекорд | Квалификације | Квалификације | Полуфинале   | Полуфинале | Финале               | Финале  | Детаљи |
| Атлетичар       | Дисциплина   | Лични рекорд | Резултат      | Место         | Резултат     | Место      | Резултат             | Место   | Детаљи |
| --------------- | ------------ | ------------ | ------------- | ------------- | ------------ | ---------- | -------------------- | ------- | ------ |
| Дорел Кристудор | 60 м         |              | 6,78 КВ       | 1. у гр. 4    | 6,78         | 4. у пф 1  | Није се квалификовао | = 8./33 |        |
| Николаје Пертеа | 60 м препоне |              | 7,96 КВ       | 1 у гр. 2     | 7,76 КВ, ЛРд | 4 у пф 1   | Није се квалификовао | 8. / 20 |        |
| Чаба Доса       | скок увис    |              |               |               |              |            | 2,17                 | 4./33   |        |
| Карол Корбу     | троскок      |              | 16,80         |               |              |            |                      |         |        |

### Жене
| Атлетичарка         | Дисциплина   | Лични рекорд | Квалификације | Квалификације | Полуфинале           | Полуфинале           | Финале               | Финале | Детаљи |
| Атлетичарка         | Дисциплина   | Лични рекорд | Резултат      | Место         | Резултат             | Место                | Резултат             | Место  | Детаљи |
| ------------------- | ------------ | ------------ | ------------- | ------------- | -------------------- | -------------------- | -------------------- | ------ | ------ |
| Валерија Буфану     | 60 м         |              | 7,61 НРд      | 4. у гр. 3    | Није се квалификовао | Није се квалификовао | Није се квалификовао | 16./26 |        |
| Валерија Буфану     | 60 м препоне |              | 8,42 КВ       | 1. у гр. 2    | 8,32 КВ, ЛРд         | 2. у пф. 1           | 8,16 НРд             |        |        |
| Виорика Вископољану | скок удаљ    |              |               |               |                      |                      | 6,04                 | 4./7   |        |

## Биланс медаља Румуније после 4. Европског првенства у дворани 1970—1973.
|     | ЕП     |   |   |   |    | УП  |
| --- | ------ | - | - | - | -- | --- |
| 1.  | 1970.  | 1 | 1 | 2 | 4  | 8.  |
| 2.  | 1971.  | 0 | 2 | 3 | 5  | 8.  |
| 3.  | 1972.  | 0 | 2 | 0 | 2  | 10. |
| 4.  | 1973.  | 1 | 1 | 0 | 1  | 10. |
| 1-4 | Укупно | 2 | 6 | 5 | 13 | 10. |

|    | ЕП                  |   |   |   |   |
| -- | ------------------- | - | - | - | - |
| 1. | Карол Корбу         | 1 | 2 | 0 | 3 |
| 2. | Виорика Вископољану | 1 | 0 | 1 | 2 |
| 3. | Иљана Силај         | 0 | 2 | 0 | 2 |
| 4. | Корнелија Попеску   | 0 | 1 | 1 | 2 |

## Румунски освајачи медаља после 4. Европског првенства у дворани 1970—1973.
|     | Атлетичар/ка            | м | ж | ЕП       | Дисциплина   |   |   |   |    |  |
| --- | ----------------------- | - | - | -------- | ------------ | - | - | - | -- |  |
| 1.  | Виорика Вископољану (1) |   | ж | 1970.    | даљ          |   |   |   |    |  |
| 2.  | Корнелија Попеску (1)   |   | ж | 1970.    | 60 м препоне |   |   |   |    |  |
| 3.  | Шербан Јоан             | м |   | 1970.    | вис          |   |   |   |    |  |
| 4.  | Шербан Чокина           | м |   | 1970.    | троскок      |   |   |   | 4  |  |
| 5.  | Иљана Силај (1)         |   | ж | 1971.    | 800 м        |   |   |   |    |  |
| 6.  | Карол Корбу (1)         | м |   | 1971.    | троскок      |   |   |   |    |  |
| 7.  | Василе Сарукан          | м |   | 1971.    | даљ          |   |   |   |    |  |
| 8.  | Корнелија Попеску (2)   |   | ж | 1971.    | вис          |   |   |   |    |  |
| 9.  | Виорика Вископољану (2) |   | ж | 1971.    | даљ          |   |   |   | 5  |  |
| 10. | Карол Корбу (2)         | м |   | 1972.    | троскок      |   |   |   |    |  |
| 11. | Иљана Силај (2) ]       |   | ж | 1972.    | 800 м        |   |   |   | 2  |  |
| 12. | Карол Корбу (3)         | м |   | 1973.    | троскок      |   |   |   |    |  |
| 13. | Валерија Буфану         |   | ж | 1973.    | 800 м        |   |   |   | 2  |  |
|     | Укупно                  | 6 | 7 | 1970—73. |              | 2 | 6 | 5 | 13 |  |